# Кузьминское (Башкортостан)
Кузьминское (баш. Кузьминский) — деревня в Мелеузовском районе Республики Башкортостан Российской Федерации. Входит в состав Мелеузовского сельсовета.

## География

### Географическое положение
Находится на берегу реки Белой.
Расстояние до:
- районного центра (Мелеуз): 3 км,
- центра сельсовета (Каран): 1,5 км,
- ближайшей ж/д станции (Мелеуз): 3 км.

## Население
| 2002 | 2009 | 2010 |
| ---- | ---- | ---- |
| 181  | ↗241 | ↘225 |

Национальный состав
Согласно переписи 2002 года, преобладающая национальность — русские (45 %).